# Tianjin Open 2018
Tianjin Open 2018 — жіночий професійний тенісний турнір, що проходив на кортах з твердим покриттям Tuanbo International Tennis Centre у Тяньдзіні (Китай). Відбувсь уп'яте. Проходив у рамках Тур WTA 2018. Тривав з 8 до 14 жовтня 2018 року.

## Очки і призові

### Нарахування очок
| Дисципліна       | П   | Ф   | ПФ  | ЧФ | 1/8 | 1/16 | Q   | Q2  | Q1  |
| Одиночний розряд | 280 | 180 | 110 | 60 | 30  | 1    | 18  | 12  | 1   |
| Парний розряд    | 280 | 180 | 110 | 60 | 1   | Н/Д  | Н/Д | Н/Д | Н/Д |

### Призові гроші
| Дисципліна       | П        | Ф       | ПФ      | ЧФ      | 1/8    | 1/161  | Q2     | Q1     |
| Одиночний розряд | $163,265 | $81,251 | $43,663 | $13,068 | $7,195 | $4,444 | $2,160 | $1,270 |
| Парний розряд *  | $26,031  | $13,544 | $7,271  | $3,852  | $2,031 | Н/Д    | Н/Д    | Н/Д    |

1 Кваліфаєри отримують і призові гроші 1/16 фіналу

* на пару

## Учасниці основної сітки в одиночному розряді

### Сіяні
| Країна            | Гравчиня          | Рейтинг1 | Сіяна |
| ----------------- | ----------------- | -------- | ----- |
| Чехія             | Кароліна Плішкова | 7        | 1     |
| Франція           | Каролін Гарсія    | 8        | 2     |
| Бельгія           | Елісе Мертенс     | 14       | 3     |
| Білорусь          | Арина Соболенко   | 16       | 4     |
| Китайський Тайбей | Сє Шувей          | 29       | 5     |
| Хорватія          | Петра Мартич      | 36       | 6     |
| США               | Деніелл Коллінз   | 37       | 7     |
| Греція            | Марія Саккарі     | 43       | 8     |

- 1 Рейтинг подано станом на 1 жовтня 2018

### Інші учасниці
Нижче наведено учасниць, які отримали вайлдкард на участь в основній сітці: 
- Лю Фанчжоу
- Кароліна Плішкова
- Юань Юе

The following player received entry through a protected ranking:
- Тімеа Бачинскі

Нижче наведено гравчинь, які пробились в основну сітку через стадію кваліфікації:
- Яна Чепелова
- Місакі Дой
- Барбора Крейчикова
- Вероніка Кудерметова
- Сюнь Фан'їн
- Чжан Юсюань

### Відмовились від участі
- Вікторія Азаренко → її замінила  Кейті Баултер
- Міхаела Бузернеску → її замінила  Дуань Інін
- Марія Шарапова → її замінила  Ван Яфань

### Знялись
- Деніелл Коллінз
- Катерина Козлова
- Петра Мартич
- Елісе Мертенс

## Учасниці основної сітки в парному розряді

### Сіяні
| Країна  | Гравчиня           | Країна | Гравчиня           | Рейтинг1 | Сіяна |
| ------- | ------------------ | ------ | ------------------ | -------- | ----- |
| Румунія | Ірина-Камелія Бегу | Чехія  | Барбора Крейчикова | 25       | 1     |
| Канада  | Габріела Дабровскі | КНР    | Сюй Їфань          | 25       | 2     |
| США     | Ніколь Мелічар     | Чехія  | Квета Пешке        | 32       | 3     |
| США     | Кейтлін Крістіан   | США    | Дезіре Кравчик     | 120      | 4     |

- 1 Рейтинг подано станом на 1 жовтня 2018

### Інші учасниці
Нижче наведено пари, які отримали вайлдкард на участь в основній сітці:
- Ґо Ханю /  Чжу Лінь
- Лю Яньні /  Ван Мейлін

Наведені нижче пари отримали місце як заміна:
- Анкіта Райна /  Емілі Веблі-Сміт

### Відмовились від участі
До початку турніру
- Габріела Дабровскі

### Знялись
- Лара Арруабаррена

## Переможниці

### Одиночний розряд
- Каролін Гарсія —  Кароліна Плішкова 7–6(9–7), 6–3

### Парний розряд
- Ніколь Мелічар /  Квета Пешке —  Монік Адамчак /  Джессіка Мур 6–4, 6–2